# 제90보병사단 (미국)
제90보병사단("Tough 'Ombres"→거친 남자들)은 미국 육군 중 제1차 세계 대전과 제2차 세계 대전에서 복무한 군대였다. 1995년부터 다시 복무하기 시작했다.

## 역사

### 제2차 세계 대전

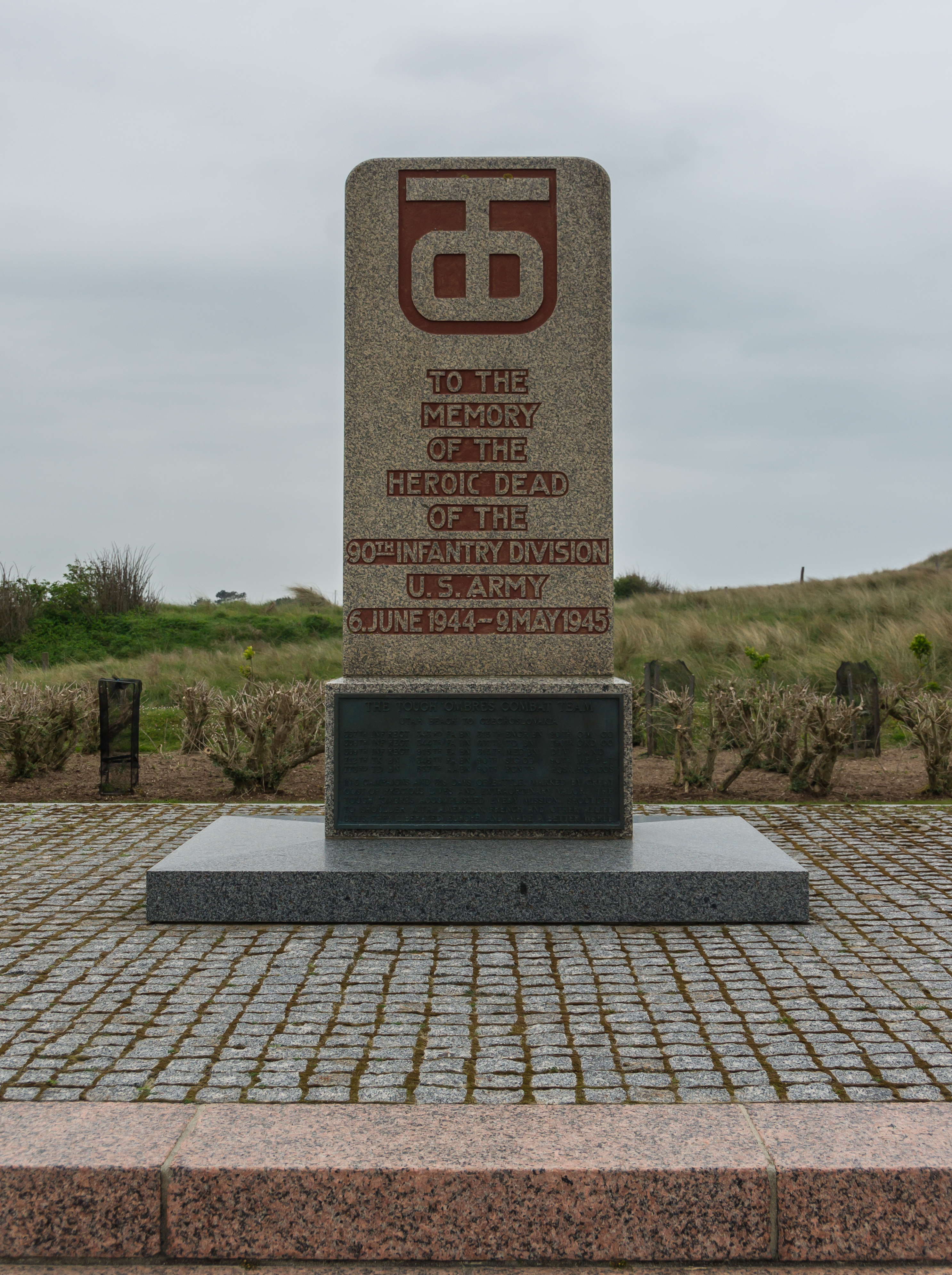
유타 해변에 있는 제90보병사단 기념비.

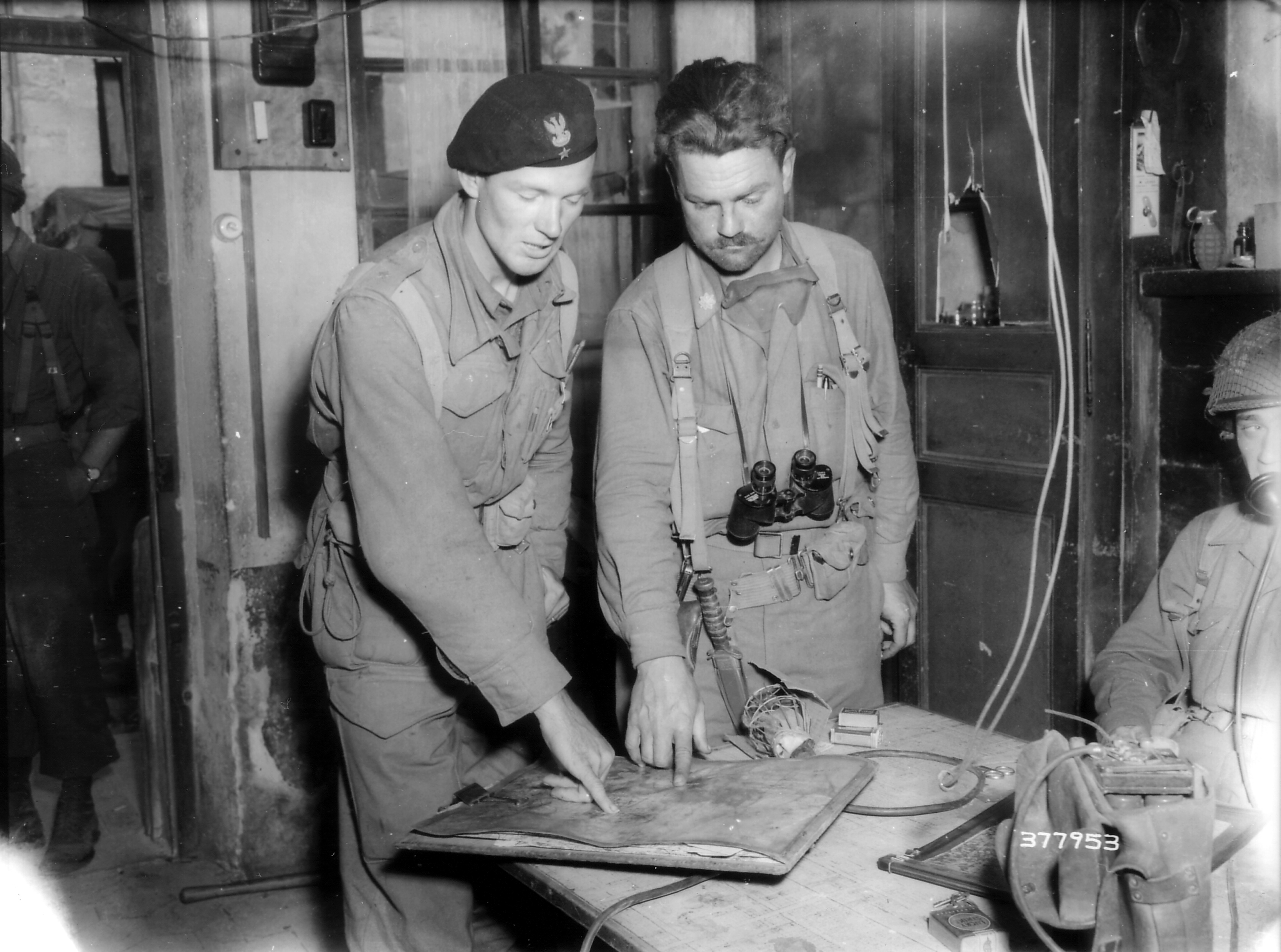
제1폴란드기갑사단의 클라프토츠 중위와 제90보병사단의 장교 레오나드 덜이 샹부아에서 두 부대가 연결된 후 만났다.

제90보병사단은 잉글랜드에 1944년 4월 5일 상륙했고 4월 10일부터 6월 4일까지 훈련을 받았다. 부대의 첫 임원들은 노르망디 상륙 당시 유타 해변에서 첫 임무를 맡고 독일군과 싸웠다. 6월 10일 남아있는 부대가 퐁르아베를 점령하기 위해 격전을 치르며 메데레 강을 건넜다. 방어전이 도브 강을 따라 이어진 후, 사단은 고지 122를 점령하기 위해 공격을 개시했다. 이곳은 격렬한 전투가 벌어졌음에도 불구하고 7월 11일 점령되었다. 생제르메쉬르세베 섬은 7월 23일 점령되었고, 제90보병사단은 이를 통과해 페리에르를 7월 27일 점령했다. 이후 8월 12일 샤르테 강을 건너 르망의 동쪽 및 북쪽을 향해 사단은 진격을 개시하였고 이후 팔레즈 포위전에 참여해 8월 19일 샹부아 전투에서 제1폴란드기갑사단과 만났다. 프랑스를 가로질러 이들은 9월 6일 베르됭으로 진격했고, 9월 14일부터 11월 19일까지 이어진 메스 포위전에 참여했다. 이후 11월 11일에는 포트데쾨니스마커를 점령하는데 참전했다.
1944년 12월 6일 이들은 자르 강을 건너 자를란트 북쪽에 교두보를 설립했다. 12월 18일 게르트 폰 룬트슈테트의 A 집단군이 벌지 전투를 통해 이들을 공격해 이들은 자르 강 서안으로 12월 19일 후퇴했다. 이들은 1945년 1월 5일까지 아르덴에서 치열한 방어전을 치렀으며 제94보병사단에 의해 포위에서 풀려났다. 1월 29일 이들은 오르 강을 건너 교두보를 설립하였고, 2월에 이들은 프륌 강을 건너 지크프리트 방어선을 돌파하여 교두보를 확장하였다. 이들은 2월 22일 모셸 강을 건너 마인츠를 점령하였고, 라인 강, 마인강, 베라 강을 급습을 통해 도하하는데 성공했다. 체코슬로바키아의 서쪽 국경까지 독일군을 밀어붙이며 이들은 1945년 4월 18일 수데티산맥 근처로 진입했다. 이들은 프라하를 향해 진격하고 있었다. 이들은 플로첸부르크 집단 수용소를 해방시키기도 했다. 1주일 후 유럽에서의 전쟁은 완전히 끝났다. 같은 날 독일 국방군 제52공군사단이 제90보병사단에 항복했다.

## 편성

### 제1차 세계 대전
- 제90사단, 본부
- 제179보병여단
  - 제357보병연대
  - 제358보병연대
  - 제344기관총대대
- 제180보병여단
  - 제359보병연대
  - 제360보병연대
  - 제345기관총대대
- 제165야전포병여단
  - 제343야전포병연대 (75 mm)
  - 제344야전포병연대 (75 mm)
  - 제345야전포병연대 (155 mm)
  - 제315참호박격포포대
- 제343기관총대대
- 제315공병연대
- 제315의무연대
- 제315야전통신대대
- 제90사단, 본부 병대
- 제315 Train 본부 및 헌병
  - 제315탄약 Train
  - 제315보급 Train
  - 제315공병 Train
  - 제315의생 Train
    - 제357, 358, 359구급차중대
    - 제360야전병원

### 제2차 세계 대전
- 제90보병사단, 본부
- 제357보병연대
- 제358보병연대
- 제359보병연대
- 제90보병사단 사단 포병대, 본부 및 본부포대
  - 제343야전포병대대 (105 mm)
  - 제344야전포병대대 (105 mm)
  - 제345야전포병대대 (155 mm)
  - 제915야전포병대대 (105 mm)
- 제315공병전투대대
- 제315의무대대
- 제90기병정찰병대 (기계화)
- 제90보병사단, 특수병력, 본부
  - 제90보병사단, 본부중대
  - 제790병기경정비중대
  - 제90병참중대
  - 제90통신중대
  - 헌병소대
  - 군악대
- 제90방첩대분견대

### 지원여단
- 본부 및 본부분견대
  - 제46분견대 (기술관리 B)
  - 제112분견대 (기술관리 A)
  - 제315병참대 (연료 연락)
  - 제31지원대대 본부 및 본부분견대 (연료)
- 제316병참대대
  - 제327병참분견대 (이동 텡제)(지역)
  - 제418병참분견대 (트레일러 수송소대)
  - 제481병참분견대 (이동 통제)(지역)
  - 제600병참분견대 (트레일러 수송소대)
  - 제883병참중대 (연료 지원)
  - 제910중대중대 (연료 지원)
- 제348수송대대
  - 제217수송중대 (전투중장비수송)
  - 제453수송중대 (화물 수송)(ICHO)
  - 제644수송중대 (중형트럭)(PLS)
  - 제31수송분견대 (트레일러 수송소대)
  - 제651수송분견대 (항만장 harbor master)